# Kaplica w Woli Rzeczyckiej
Kaplica Matki Boskiej Częstochowskiej – zabytkowa kaplica w Woli Rzeczyckiej, ufundowana przez mieszkańców wsi i wybudowana pod koniec XIX wieku, przez miejscowego murarza. Autor projektu architektonicznego nieznany. Zlokalizowana jest w części centralnej wsi, po północnej stronie drogi z Radomyśla do Stalowej Woli. 

## Historia
Od XV wieku Wola Rzeczycka należała do parafii w Charzewicach, a następnie Rozwadowie. Trudny dostęp do kościoła parafialnego, z racji braku mostu na Sanie, spowodował wybudowanie we wsi pod koniec XIX wieku skromnej kaplicy, gdzie odprawiano msze w większe święta kościelne, do czasu wybudowania kościoła w 1914. 
Wybudowana w stylu neogotyckim, zwieńczona sygnaturką. Wymurowana z cegły czerwonej i obustronnie otynkowana. Dach nawy głównej dwuspadowy. Więźba dachu, drewniana, krokwiowa, strop wykonany został z desek. Podłoga wykonana z płytek piaskowca. Przy ścianie północnej został wymurowany z cegły mały „ołtarzyk”, z obrazem Matki Boskiej Częstochowskiej, autorstwa Józefa Kuczmana ujęty w dwie kolumny i zwieńczony trójkątnym przyczółkiem. 
Więźba kolumn i sygnaturki, drewniana, czterospadowa, całość została przykryta czerwoną dachówką. Drzwi wejściowe, dwuskrzydłowe, płycinowe, u góry przeszklone, okna w drzwiach jednoskrzydłowe. Ściany wewnętrzne malowane na biało farbami emulsyjnymi, a dołem pomalowane olejną lamperią, imitującą marmur. Na ścianach bocznych, we wnękach okiennych widnieją dwa ludowe  feretrony drewniane; z rzeźbami Matki Boskiej w otoczeniu aniołów i św. Barbary, m.in. orędowniczki w czasie burz i pożarów. Odnawiana po I i II wojnie. Po renowacji dachówkę zastąpiono blachą, ogrodzona płotkiem sztachetowym z połowy lat 80. XX w. Obecnie nieużywana do liturgii.